# Shane Codd
Shane Codd (Dublin, 21 december 1997) is een Iers DJ en muziekproducent gesigneerd op Polydor. Hij is het meest bekend van de single Get Out My Head, dat de top 10 van de Irish Singles Chart  en UK Singles Chart wist te behalen.

## Biografie
Codd werd geboren in Dublin, maar verhuisde op elfjarige leeftijd naar Bailieborough, County Cavan. Hij is gevestigd in Londen in appartement tegenover The O2 Arena. Codd studeerde bedrijfskunde en Iers aan de Dublin City University, maar door zijn doorbraak moest hij dit op een lager pitje zetten.
Geïnspireerd door dance artiesten als Avicii en Swedish House Mafia begon Codd met produceren van muziek. In 2018 behaalde hij de finale in Breakout Producer georganiseerd door Mark McCabe en werd zijn muziek gedraaid op het Ierse radiostation SPIN 1038. Hierdoor mocht Codd in diverse Ierse steden en dorpen optreden.
In mei 2020 bracht Codd zijn debuutsingle Get Out My Head uit. Het werd uitgebracht op SoundCloud. Kort na het uitbrengen werd Codd gesigneerd door Polydor. Get Out My Head wist de vijfde plaats in de Irish Singles Chart en de zesde plaats in de UK Singles Chart te behalen. Ook behaalde het de tweede plaats in The Official Big Top 40. Met een 12e positie in de Nederlandse Top 40 en een 16e positie in de Vlaamse Ultratop 50 had Codd ook succes bij het Verenigd Koninkrijk met het nummer. In december 2020 wist Get Out My Head de eerste plaats te behalen in Music Moves Europe Talent Chart, die het drie weken wist vast te houden. Ook bracht hij in diezelfde maand een muziekvideo van de single uit.
In 2021 bracht Codd in samenwerking met de Britse zangeres Charlotte Haining de single Always on My Mind uit. Deze single bereikte de 91ste plaats in de Irish Singles Chart en de eerste plaats in de Billboard Dance/Mix Show Airplay hitlijst.

## Discografie

### Singles
- Get Out My Head (2020)
- Always On My Mind (met Charlotte Haining) (2021)
- It Ain't Right (2021)
- Love Me or Let Me Go (2022)
- Rather Be Alone (2022)
- Same Mistake (2023)
- Used to Be (met Welshy) (2023)
- Something More (2023)

### Remixes
- Space van Becky Hill (2021)
- New Love van Silk City en Ellie Goulding (2021)
- Don't Play van Anne-Marie, KSI en Digital Farm Animals) (2021)
- Astronauts in the Ocean van Masked Wolf (2021)
- Love (Sweet Love) van Little Mix (2021)
- Losing My Mind van Lyra (2022)